# Jorge Quinteros
Jorge Roberto Quinteros (San Fernando, 27 luglio 1974) è un ex calciatore argentino, di ruolo attaccante.

## Carriera
Cresciuto calcisticamente nell'Argentinos Juniors, dove gioca dal 1993 al 1997, dal 1998 al 1999, dal 2003 al 2004 e nel 2006, nella sua carriera ha giocato anche per il Padova, Maiorca, San Lorenzo, Chacarita Juniors, Talleres (C) e Universidad Católica.

## Palmarès

### Club

#### Competizioni nazionali
- Campionato argentino: 1

San Lorenzo: Clausura 2001
- Campionato cileno: 1

Universidad Católica: Clausura 2005

### Individuale
- Capocannoniere della Coppa Libertadores: 1

2006 (5 gol, a pari merito con Aloísio, Félix Borja, José Luis Calderón, Agustín Delgado, Sebastián Ereros, Ernesto Farías, Fernandão, Marcinho, Daniel Montenegro, Nilmar, Mariano Pavone, Patricio Urrutia e Washington)